# سه ران پایین
سه ران پایین، روستایی از توابع بخش زز و ماهرو شهرستان الیگودرز در استان لرستان ایران است.
این روستا به طرز عجیبی در شهرستان الیگودرز قرار دارد و با وجود مسافت ۲۰۲ کیلومتری از راه سپیددشت به زاغه و جاده دورود (به سمت الیگودرز) اما با مرکز استان یعنی خرم آباد نصف این مسافت را داراست؛ این نشان دهنده عدم توجه به دسترسی روستا ها به مراکز شهری متبوع خود و دوری و صعب العبور بودن آن هاست.

## جمعیت
این روستا در دهستان ماهرو قرار دارد و براساس سرشماری مرکز آمار ایران در سال ۱۳۸۵، جمعیت آن ۱۱۷ نفر (۱۹خانوار) بوده‌است.